# Jean Multon
Pour les articles homonymes, voir Multon.
Jean Multon, alias Lunel, né le 3 juillet 1908 à Preuilly-sur-Claise et fusillé au fort de Montrouge à Arcueil le 10 septembre 1946, est un transfuge de la Résistance française devenu agent de la SIPO-SD (Gestapo) de Marseille.

## Seconde Guerre mondiale

### Dans la Résistance
Agent d'assurances à Civray, dans la Vienne jusqu'en 1937, Jean Multon est mobilisé en 1939, et combat en mai 1940 pendant la Campagne de France. De retour à Civray, il rejoint la Résistance (l'Armée des Volontaires), dans le groupe local de l'avoué Renard, créé le 31 août 1940, l'un des premiers réseaux de résistance en France ayant répondu à l'appel du 18 juin du général de Gaulle. Complet et organisé, le réseau dirigé par l'avoué et bâtonnier Louis Renard est très actif dans la Vienne occupée, notamment avec la publication dès le 14 octobre 1940 du Libre Poitou afin de fédérer les bonnes volontés favorables à de Gaulle. Mais le 28 août 1942, et bien qu'il s'en défende par la suite, Multon est arrêté, pour ses « activités gaullistes », s'il faut en croire le rapport officiel de la police de Vichy. De nombreuses arrestations ont lieu, notamment grâce au zèle de postiers de Niort interceptant des instructions clandestines à la suite d'une erreur d'affranchissement. Jusqu'au 30 août 1942, une centaine de personnes sont interceptées appartenant de près ou de loin au réseau.

#### Arrestation
Le 31 août 1942, Louis Renard est pris avec Pierre Pestureau, et 29 de ses camarades de combat ont déjà été arrêtés. Libre quant à lui, Multon gagne la zone libre, pour suivre en octobre 1942 un groupe de jeunes poitevins décidés à rejoindre l'Angleterre en passant par l'Espagne. Arrivés à Marseille, Multon et ses compagnons entrent en contact avec Henri Aubry et Jacques Baumel chez un restaurateur local. Ils adhèrent au groupe Combat de Frenay au sein duquel Jean Multon devient rapidement le secrétaire, « l'homme de confiance », du chef régional de ce mouvement, Maurice Chevance, alias Bertin, le premier chef régional des Mouvements unis de la Résistance (MUR). « Lunel », jusqu'à la fin avril 1943, remplit des missions à Marseille et à Lyon. Il y apprend des adresses, des lieux de rendez-vous, des boîtes aux lettres. Début avril, il participe à une conférence à Marseille en présence de Maurice Chevance, Marcelle Bidault, Jeannine Frèze-Milhaud et Berty Albrecht, dirigeante nationale de Combat et proche d'Henri Frenay.
Lors d'un rendez-vous prévu avec Jean Salducci, un directeur d'école, engagé dans le journal Combat Universitaire, Multon est arrêté en même temps que Benjamin Crémieux le 27 avril 1943 par la Gestapo de Marseille à la Taverne Charley, 20 boulevard Garibaldi. « Lunel » parle sans qu'aucune contrainte physique n'ait été exercée sur lui et accepte la proposition d'Ernst Dunker, alias Delage, et de son supérieur l'Oberleutnant Kompe, de collaborer avec les services allemands. Ce retournement aura des conséquences dramatiques pour la Résistance intérieure française car Multon connaît parfaitement le fonctionnement de l'organisation tant à Marseille qu'à Lyon.

### Retournement
Pour prouver sa bonne volonté, Multon dénonce immédiatement Maurice Chevance à Ernst Dunker. Avec son équipe, Antoine Tortora, patron de l'hôtel du Musée, Gaston Daveau, un ancien de la Légion des volontaires français contre le bolchevisme (LVF), et Marguerite Magno dite « Maguy », Dunker, accompagné de Multon, procède à l'arrestation du chef régional à son domicile du 199 avenue du Prado. Au cours de la perquisition, Chevance s'échappe par l'escalier, saute du premier étage et, malgré une jambe fracturée, réussit à s'enfuir avec l'aide du policier Marcel Koch. Chevance-Bertin échappé, Multon ne se prive pas de livrer un autre nom, celui de Max Juvénal, chef régional de l'Armée Secrète. Même si Dunker n'est pas parvenu à interpeller Juvénal, il n'en demeure pas moins convaincu que Multon est une source d'information de première importance. Multon est intégré comme agent de la Gestapo sous le no 165 dès le 30 avril.
L'activité de Multon comme agent double est bien connue grâce au rapport Flora rédigé par Dunker et retrouvé dans les locaux de la SIPO-SD de Marseille, en septembre 1944, après la Libération. Ce rapport indique que Multon « a été mis à la disposition du Service de Lyon en qualité de contre-agent, après avoir travaillé avec succès dans l’intérêt des services allemands de Marseille ». Le 11 mai 1943, Multon donne un nouveau nom au SIPO-SD de Marseille : Pierre Bernheim, alias Bernier ou Lancien, et membre du Noyautage des administrations publiques (NAP). Rendez-vous est pris avec Multon dans un café de Marseille. Aussitôt arrêté, Bernheim est conduit rue Paradis et interrogé par Kompe. Le 13 mai, Multon se rend au café de la Place Castellane, pour y confondre Wolf Wexler, alias Manuel, et Pierre Ziller, alias Gauthier, qu'il a convoqués. En sortant, il met la main sur un autre résistant, Pierre Le Couster, chef courrier des MUR et membre du réseau Mithridate.

#### Arrestation de Jean Moulin
Multon présente un double intérêt pour le KDS (Kommando der Sipo und der SD) de Lyon. D'abord, grâce à Le Couster, il connaît l'existence de la boîte aux lettres que Suzanne Dumoulin a mise au service de la section Sabotage Fer des MUR. Ensuite, parce qu'il a les moyens de contacter Henri Frenay en passant par la boîte aux lettres de l'hôtel de Bourgogne à Mâcon, ce renseignement lui ayant été fourni par Berty Albrecht qu'il avait rencontrée lors d'une réunion tenue à Marseille début avril 1943, avec Chevance-Bertin.
Multon rejoint Lyon le 24 mai et se met immédiatement au service de Klaus Barbie, chef du service Sicherheitsdienst (SD) IV du KDS. Il fait équipe avec Robert Moog, dit Bobby, agent K30, un agent français de l'Abwehr-Dijon prêté au SIPO-SD de Lyon.
Dans les heures qui suivent l'arrivée de Multon à Lyon, les deux hommes installent une équipe de la Gestapo dans le logement de Mme Dumoulin. Celle-ci est arrêtée et sa boîte aux lettres mise sous surveillance. Cette surveillance entraîne une autre arrestation, celle de Marie Reynoard qui se présente chez Mme Dumoulin un ou deux jours plus tard pour faire appel à ses talents de couturière. Elle permet surtout au KDS de Lyon d'intercepter un message non codé qu'Henri Aubry a demandé le 27 mai à sa secrétaire, Mme Raisin, de déposer dans la boîte aux lettres de Mme Dumoulin. Ce message, rédigé en clair, est destiné à René Hardy, alias Didot, pour le prévenir d'un rendez-vous le 9 juin à 9 h avec le général Delestraint à la sortie de la station de métro La Muette à Paris. Le KDS de Lyon trouve évidemment le message et alerte immédiatement les services allemands de Paris. Par contre, Aubry oublie de prévenir Delestraint et Hardy, alors qu'il sait que la boîte aux lettres est brûlée puisque les agents de liaison de Combat ont diffusé l'information dès l'arrestation de Marie Reynoard.
Multon et Moog obtiennent un rendez-vous avec Berty Albrecht le 28 mai à l'hôtel de Bourgogne à Mâcon. Il s'agit d'un piège, auquel participe Edmée Deletraz, et dont l'objectif est Henri Frenay. Mais celui-ci prépare son voyage pour Londres où il doit assister à une importante réunion avec le général de Gaulle. Frenay ne vient pas. Seule Berty Albrecht est arrêtée ; envoyée à Fresnes, elle se suicide.
Dans la soirée du 7 juin, Multon et Moog prennent le train à Lyon Perrache pour rejoindre Paris où une souricière a été organisée par Eugen Kramer, chef de l'Abwehr, à l'hôtel Lutetia, pour s'emparer du général Delestraint. Or, Hardy, qui ignore le rendez-vous avec Delestraint, prend le même train pour rencontrer à Paris Jean-Guy Bernard. Hardy et Multon qui se sont entrevus une fois à Marseille se reconnaissent. Hardy décide quand même de prendre le train. Malgré les hésitations de Multon, Moog décide de faire arrêter Hardy à Chalon-sur-Saône où il est confié à la Feldgendarmerie avant d'être pris en charge par Barbie lui-même. Libéré dans la soirée du 10 juin sans que l'on sache encore aujourd'hui dans quelles conditions s'est faite cette libération, il n'informera pas ses camarades et ses chefs de la Résistance de son arrestation.
Pendant ce temps, Multon et Moog, qui ont poursuivi leur voyage vers Paris, participent le 9 juin à l'arrestation du général Delestraint qui entraîne aussi celles de Joseph Gastaldo et de Jean-Louis Théobald.
À la suite de cette succession d'arrestations, le SD de Lyon et l'Abwehr ont obtenu les renseignements leur permettant d'identifier les principaux responsables de la Résistance intérieure française et de les conduire à Jean Moulin. Ils n'ont donc plus besoin de Multon et celui-ci peut, alors que se prépare le drame de Caluire, prendre des vacances avec sa famille à Preuilly-sur-Claise, son village natal en Touraine. Il y reste jusqu'au 14 juillet avant de revenir à Lyon où la Gestapo lui ordonne de rejoindre Marseille.

#### Arrestation de Roger Morange
À Marseille, Multon continue à dénoncer les résistants et à participer à leur arrestation. Ce fut le cas pour Roger Morange, chef du TR de Marseille en novembre 1943. Sur information du KdS de Toulouse, Dunker enquête sur un certain Roger Forest en relation dans la cité phocéenne avec Bernard Lomnitz, membre des Travaux ruraux des services de contre-espionnage de Paul Paillole. 
Le 6 décembre, Lomnitz est arrêté, et son entreprise sert de souricière. Forest est le premier à tomber dans le piège entre les mains de Multon et des hommes de Dunker. Morange alias Mordant a rendez-vous avec un agent retourné de l'Abwehr de Paris, un certain Stefan Frederkind. Pour Morange, Frederking est un atout, en sa qualité de fournisseur des mess des officiers allemands, il a ses entrées non seulement dans les bureaux de l'Hôtel Lutetia, mais aussi dans les principaux états majors allemands de Paris. 
Le samedi 11 décembre 1943, à 17 h, Morange se rend à la Brasserie du Parc au Rond-point du Prado. Bernard Lomnitz doit amener Frederkind, mais c'est Lunel qui est là avec Jalabert et deux autres policiers du SD (Lunel présenté à Morange par Barrioz chef régional de Combat). À la sortie de la brasserie, sans menottes, Morange s'enfuit, se fait tirer dessus par des feldgendarmes et se retrouve blessé par Lunel. Emmené rue Paradis (siège du SD de Marseille), il est interrogé par Lunel et le SS Scharführer Ernst Dunker. Morange gagne du temps pour permettre à ses camarades de faire le vide. 
Seul, Marchal, le secrétaire de Morange est arrêté au 46, boulevard Rabateau, lieu réservé d'habitude aux arrivants clandestins d'Alger. Laffite son adjoint a fait le ménage à temps en 48 heures. Morange est torturé, il subit « la baignoire » tout en suivant les consignes, « ne donner que des informations vérifiables mais éculées », c'est la « Chansonnette ». La Gestapo interroge Marchal à son tour, le torture et obtient l'adresse du Bureau du TR 115 de Marseille. Le lundi 13 décembre, une Peugeot est saisie sur place et confirme ses dires. Le réseau ne fait pas d'espionnage, mais du contre-espionnage. Incarcérés aux Baumettes, avec Marchal et Lomnitz, Morange est transféré « Nuit et brouillard (NN) » de Marseille à Compiègne le 30 mai 1944 par train au camp de concentration de Royallieu. Il s'évade avec des compagnons dans le train qui les emmenait vers la mort.

#### Arrestation d'Émile Mollard
Le 7 septembre 1943, le lieutenant-colonel Émile Mollard est arrêté à Penne-d'Agenais, dans le Lot-et-Garonne. Mollard est à l'initiative du camouflage du matériel, le CDM, créé en 1940 après la Débâcle. Il est trahi par son ancien chauffeur, un certain Théodore Clouet, qui travaille pour une entreprise, la société Émile Dubourd et Compagnie. Si Clouet entretient, dans cette société de couverture pour le CDM, des tourelles d'automitrailleuses de l'Armée d'armistice, il trouve par ailleurs le moyen de revendre des armes et du matériel militaire camouflés. 
En pleine négociation avec l'Organisation de résistance de l'Armée (ORA), Mollard souhaite faire du CDM un service de matériel pour la Résistance lorsqu'il est arrêté. Transféré à Marseille, Mollard ne doute pas de sa prochaine libération, aucune charge n'ayant été retenue contre lui. Mais l'arrestation du commandant Desgeorge, responsable du CDM du Rhône, relance l'affaire. Le 11 novembre 1943, le Generalfeldmarschall von Rundstedt adresse à Philippe Pétain un courrier accusant les officiers français d'entretenir de coupables relations avec la Résistance et de transmettre des rapports militaires à l'Armée secrète. D'autres comme l'abbé Blanc et le colonel Mollard sont également arrêtés.

### Fuite et capture
Multon passe en Espagne, en avril 1944, et gagne le Maroc comme résistant. À Casablanca, il y rencontre Hardy fortuitement. En septembre 1944, il est incorporé dans l'Armée de Libération du général de Lattre de Tassigny, qui venait de participer au débarquement en Provence le 15 août 1944. Démobilisé en décembre 1944, en raison de la naissance de son troisième enfant, Multon s'évertue à brouiller les pistes en se faisant passer pour un agent infiltré au service de la Résistance. Il tente même de rencontrer Henry Frenay, alors ministre. Selon le général Chevance-Bertin, dans ses mémoires, les deux hommes ont eu une longue conversation. Reconnu par Madeleine Gouze ou Christine Gouze-Rénal, attachée au secrétariat particulier d'Henri Frenay, il est arrêté le soir même, le 7 février 1945, dans son hôtel à Paris par les services secrets français. Condamné à mort par la Cour de Justice de la Seine, il est fusillé au fort de Montrouge le 10 septembre 1946. 
Multon aurait confirmé la trahison de René Hardy, s'agissant du lieu de la réunion de Caluire qui conduisit à l'arrestation de Jean Moulin par la Gestapo. Selon Jacques Baumel, Multon a demandé comme faveur de rencontrer Chevance avant son jugement. Les deux hommes se sont longuement parlé, et Chevance a accepté d'être auprès de Multon au moment de son exécution.
Comparée à celle de Dunker, qui attend plusieurs années sa mise à mort, l'exécution de Multon dit Lunel, qui a pourtant joué un rôle central dans l'arrestation de plusieurs chefs de la Résistance, a été plutôt expéditive, la conséquence en étant que les procès de Multon et de Hardy ont été disjoints.

## Filmographie
Dans le téléfilm Jean Moulin d'Yves Boisset (2002), le rôle de Lunel (pseudo de Jean Multon) est joué par François Négret.

## Pour approfondir